# Hanover Park
Hanover Park é uma aldeia localizada no estado americano de Illinois, no Condado de Cook e Condado de DuPage.

## Demografia
Segundo o censo americano de 2000, a sua população era de 38.278 habitantes.
Em 2006, foi estimada uma população de 37.161, um decréscimo de 1117 (-2.9%).

## Geografia
De acordo com o United States Census Bureau tem uma área de 17,6 km², dos quais 17,6 km² cobertos por terra e 0,0 km² cobertos por água.

## Localidades na vizinhança
O diagrama seguinte representa as localidades num raio de 8 km ao redor de Hanover Park.